# Serolella platygaster
Serolella platygaster är en kräftdjursart som beskrevs av Mrs. Sheppard 1933. Serolella platygaster ingår i släktet Serolella och familjen Serolidae. Inga underarter finns listade i Catalogue of Life.